# Pyhännänjärvi
Pyhännänjärvi är en sjö i Finland. Den ligger i kommunen Pyhäntä i landskapet Norra Österbotten, i den centrala delen av landet, 400 km norr om huvudstaden Helsingfors. Pyhännänjärvi ligger 124,2 meter över havet. Arean är 3,75 kvadratkilometer och strandlinjen är 16,81 kilometer lång. Sjön  ingår i Siikajokis huvudavrinningsområde.   I omgivningarna runt Pyhännänjärvi växer i huvudsak blandskog.
I övrigt finns följande i Pyhännänjärvi:
- Kainuunsaari (en ö)
- Venäjänsaari (en ö)

Följande samhällen ligger vid Pyhännänjärvi:
- Pyhäntä (1 779 invånare)